# Alcañices
Alcañices là một đô thị trong tỉnh Zamora, Castile và León, Tây Ban Nha. Đô thị rất gần biên giới với Bồ Đào Nha. Dân số 1.300 người.
41°42′B 6°21′T / 41,7°B 6,35°T